# Eupithecia deverrata
Eupithecia deverrata is een vlinder uit de familie van de spanners (Geometridae). De wetenschappelijke naam van de soort is voor het eerst geldig gepubliceerd in 1913 door Dietze.
De soort komt voor van Marokko tot Libanon en is ook waargenomen in Frankrijk.